# Józef Małachowski (1778–1841)
Józef (Tomasz Tadeusz) Małachowski młodszy herbu Nałęcz (ur. 1778 w Lesznie - zm. w 1841.) – hrabia w Królestwie Kongresowym w 1820 roku, prefekt departamentu radomskiego.
Syn Antoniego Małachowskiego i Katarzyny Działyńskiej, brat Onufrego i Ludwika Jakuba.
Ożeniony z Marią Turską przed 1808 r.  Właściciel Luszawy w powiecie lubartowskim. W czasach Księstwa Warszawskiego prefekt departamentu radomskiego. Był radcą rady wojewódzkiej województwa lubelskiego z powiatu lubartowskiego w 1819 roku. Sędzia pokoju powiatu lubartowskiego od 1828 roku.
Miał syna Napoleona Leona Małachowskiego (1807-1838)
Był członkiem kapituły loży wolnomularskiej Rycerze Gwiazdy z loży wolnomularskiej Jutrzenka Wschodząca w 1818 roku.